# Rally Rías Bajas de 1969
El Rally Rías Bajas de 1969, oficialmente 7.º Rally a las Rías Bajas, fue la séptima edición y la cuarta cita de la temporada 1969 del Campeonato de España de Rally. Se celebró del 8 al 10 de agosto. Tras completar el recorrido los participantes restantes disputaron tres mangas en un circuito instalado en Vigo de 1,2 km de distancia. En la primera venció Rodríguez con un Authi, en la segunda Pipos con un Alpine 1300 y en la tercera Estanislao Reverter que completó el trazado estableciendo el récord. La prueba resultó dura y con numerosos abandonos como los de Bernard Tramont o Alberto Ruiz-Giménez, que a pesar de no terminar conservó el liderato del campeonato del España.

## Clasificación final
| Pos. | Piloto               | Copiloto           | Automóvil                  | Puntos  | Diferencia |
| ---- | -------------------- | ------------------ | -------------------------- | ------- | ---------- |
| 1.   | José María Palomo    | Alberto Gabarró    | Porsche 911 R              | 6.709,9 | 0.0        |
| 2.   | Estanislao Reverter  | Julio A. Leal      | Porsche 911 R              | 6.761,8 |            |
| 3.   | Eladio Doncel        | Juan Antonio Conde | Lancia Fulvia 1.6 Coupé HF | 7.095,5 |            |
| 4.   | Manuel Sanjurjo      | Enrique Sanjurjo   | Morris Mini 1275 GT        | 7.321   |            |
| 5.   | Francisco Romãozinho | José Bernardo      | Morris Mini Cooper S       | 7.606,1 |            |
| 6.   | Ignacio Sunsundegui  | José Larrinaga     | Alpine-Renault A110 1300   | 7.703,5 |            |
| 7.   | Eladio Noguerol      | Julio Leal         | Alfa Romeo Giulia GTA      | 7.726,4 |            |
| 8.   | Antonio Freire       | A. Vázquez         | Morris Mini 1275 GT        | 7.748,8 |            |
| 9.   | León de Cos          | Esther Salas       | Alpine-Renault A110        | 8.017,3 |            |
| 10.  | Manuel Carballo      | José D. Posada     | Morris Mini 1275 GT        | 8.039,9 |            |